# Uerikon-Bauma-Bahn
| |                              |                         |                    |
| Streckennummer (BAV): | 742 (Hinwil–Bäretswil–Bauma) |                         |                    |
| Streckenlänge: | ca. 25,2 km                  |                         |                    |
| Spurweite: | 1435 mm (Normalspur)         |                         |                    |
| Maximale Neigung: | 29 ‰                         |                         |                    |
| Minimaler Radius: | 160 m                        |                         |                    |
| |                              |                         |                    |
| Uerikon–Bauma |                              |                         |                    |
| \| \| \| von Zürich \| \| \| \| 0,00 \| Uerikon SBB \| 426 m ü. M. \| \| \| \| nach Rapperswil SG \| \| \| \| 3,20 \| Hombrechtikon \| 498 m ü. M. \| \| \| 5,17 \| Wolfhausen \| 510 m ü. M. \| \| \| 8,00 \| Ritterhaus-Bad Kämmoos \| 505 m ü. M. \| \| \| \| seit 2014 unterbrochen[1] \| \| \| \| \| von Rapperswil SG \| \| \| \| 8,70 \| Bubikon SBB \| 509 m ü. M. \| \| \| \| nach Zürich \| \| \| \| 10,40 \| Dürnten \| 515 m ü. M. \| \| \| \| von Wetzikon \| \| \| \| 13,97 \| Hinwil SBB \| 565 m ü. M. \| \| \| 17,57 \| Ettenhausen-Emmetschloo \| 648 m ü. M. \| \| \| \| Aabachtobel (64 m) \| \| \| \| 19,05 \| Bäretswil Tobel \| 683 m ü. M. \| \| \| 19,69 \| Bäretswil \| 696 m ü. M. \| \| \| 22,47 \| Neuthal \| 696 m ü. M. \| \| \| \| Weissenbach (79 m) \| \| \| \| \| von Rüti \| \| \| \| 25,26 \| Bauma SBB \| 639 m ü. M. \| \| \| \| nach Winterthur \| \| \| \| \| \| \| \| Quellen: [2][3][4][5] \| \| \| \| |                              |                         |                    |
| Strecke |                              | von Zürich              | von Zürich         |
| Bahnhof | 0,00                         | Uerikon SBB             | 426 m ü. M.        |
| Abzweig ehemals geradeaus und nach rechts |                              | nach Rapperswil SG      | nach Rapperswil SG |
| Bahnhof (Strecke außer Betrieb) | 3,20                         | Hombrechtikon           | 498 m ü. M.        |
| | 5,17                         | Wolfhausen              | 510 m ü. M.        |
| | 8,00                         | Ritterhaus-Bad Kämmoos  | 505 m ü. M.        |
| |                              | seit 2014 unterbrochen  |                    |
| |                              | von Rapperswil SG       |                    |
| Bahnhof | 8,70                         | Bubikon SBB             | 509 m ü. M.        |
| Abzweig ehemals geradeaus und nach links |                              | nach Zürich             | nach Zürich        |
| Bahnhof (Strecke außer Betrieb) | 10,40                        | Dürnten                 | 515 m ü. M.        |
| Abzweig ehemals geradeaus und von links |                              | von Wetzikon            | von Wetzikon       |
| Bahnhof | 13,97                        | Hinwil SBB              | 565 m ü. M.        |
| Haltepunkt / Haltestelle, ehemals Bahnhof | 17,57                        | Ettenhausen-Emmetschloo | 648 m ü. M.        |
| Brücke über Wasserlauf |                              | Aabachtobel (64 m)      | Aabachtobel (64 m) |
| Dienststation / Betriebs- oder Güterbahnhof | 19,05                        | Bäretswil Tobel         | 683 m ü. M.        |
| Bahnhof | 19,69                        | Bäretswil               | 696 m ü. M.        |
| Haltepunkt / Haltestelle, ehemals Bahnhof | 22,47                        | Neuthal                 | 696 m ü. M.        |
| Brücke über Wasserlauf |                              | Weissenbach (79 m)      | Weissenbach (79 m) |
| Abzweig geradeaus und von rechts |                              | von Rüti                | von Rüti           |
| Bahnhof | 25,26                        | Bauma SBB               | 639 m ü. M.        |
| Strecke |                              | nach Winterthur         | nach Winterthur    |
| |                              |                         |                    |
| Quellen: |                              |                         |                    |

Die Uerikon-Bauma-Bahn, abgekürzt UeBB, war eine schweizerische Eisenbahngesellschaft, welche eine normalspurige Bahnstrecke zwischen Bauma und Uerikon betrieb. Diese Strecke war als Teil einer Nord-Süd-Verbindung vom Bodensee zur Gotthardbahn geplant, hatte schliesslich aber nur die Funktion einer von 1901 bis 1948 betriebenen Lokalbahn.

## Geschichte

### Adolf Guyer-Zeller als Initiator
Der Initiator der Uerikon-Bauma-Bahn war der Spinnereibesitzer Adolf Guyer-Zeller aus Neuthal bei Bäretswil, der mit dieser Bahn den Anschluss der Zürcher Oberländer Gemeinden und seiner Spinnerei in Neuthal an das Eisenbahnnetz der Umgebung und auf lange Sicht im Süden an die Arlbergbahn und die Gotthardbahn  schaffen wollte. Er verfocht auch die Erweiterung nach Norden, wobei eine Transversale zwischen dem Bodensee und dem Zürichsee entstehen sollte. Diese Transversale begann in Weinfelden (Anschluss aus Romanshorn am Bodensee mit der Schweizerischen Nordostbahn (NOB)) und führte über Eschlikon/Thurgau (Anschluss an die Vereinigten Schweizerbahnen (VSB)) und Turbenthal (Anschluss an die Tösstalbahn) nach Bauma. Am südlichen Ende in Uerikon (eine am Zürichsee gelegene, zu Stäfa gehörende Ortschaft) schlug Guyer-Zeller eine Eisenbahnfähre über den See nach Wädenswil vor, um von dort aus über die geplante Wädenswil-Einsiedeln-Bahn und einem noch zu schaffenden kurzen Verbindungsstück zur Gotthardbahn bei Schwyz den Anschluss an diese finden zu können. Alternative zur Fähre wäre der Umweg über den südlicheren Seedamm von Rapperswil  gewesen. Guyer-Zeller wollte mit Hilfe dieser Transversale die kürzeste Verbindung zwischen Bodensee und Gotthard schaffen.

#### Tösstalbahn
Zuerst unterstützte Guyer-Zeller das 1865 gegründete Tössthalbahn-Comité – eine Kommission zur Planung einer Bahnstrecke durch das Tösstal. Nachdem Guyer-Zeller bemerkt hatte, dass nur eine Stichbahn von Winterthur bis Bauma ohne Weiterführung nach Süden geplant war, trat er 1870 aus der Kommission aus und gründete im Mai 1871 das Töss-Allmannbahn-Comité.

#### Töss–Allmann-Bahn

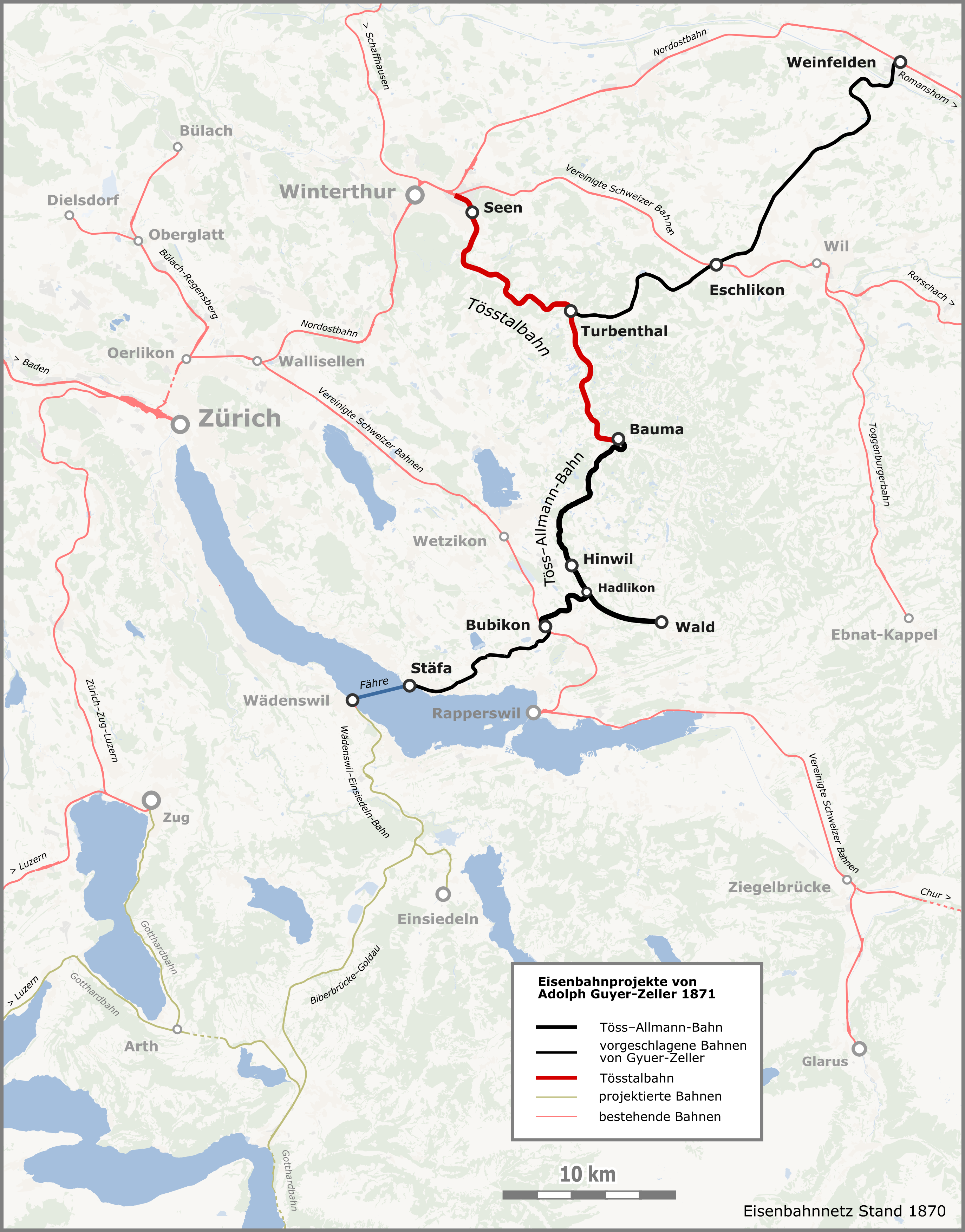
Adolf Guyer-Zellers Eisenbahnprojekte vom Mai 1871

Der erste Teil dieses Projekts ist mit dem des Tössthalbahn-Comités identisch: Beginn in Winterthur (Anschluss an die NOB und an die VSB), Weiterführung über Seen und Turbenthal nach Bauma. In Bauma beginnt die von Guyer-Zeller als erforderlich gehaltene Fortsetzung über Bäretswil, Emmetschloo, Hinwil, Hadlikon und Edikon nach Bubikon, um dort an die von den Vereinigten Schweizerbahnen (VSB) betriebene Strecke von  Wallisellen nach Chur anzuschliessen und somit auf Guyer-Zellers  erstes Fernziel   – eine Verbindung mit der Arlbergbahn – vorbereitet zu sein.
Eine Stichbahn sollte von Edikon aus Wald erreichen.
Nachdem das Projekt des Tössthalbahn-Comités gesichert war, beantragte das Komitee für die Töss–Allmann-Bahn nur die Konzessionen für die Anschlussstrecke von Bauma nach Bubikon und für die Abzweigung von Edikon nach Wald und die Nordstrecke in Richtung Bodensee ab Turbenthal (allerdings nur im Kanton Zürich bis zur Kantonsgrenze mit dem Thurgau bei Seelmatten). Die Konzessionen wurden am 22. Juli 1871 erteilt, verfielen aber wegen geringen Interesses und mangelnder Unterstützung in den Anliegergemeinden.

#### Nordostbahn
Nachdem die Töss-Allmannbahn nicht in Angriff genommen worden war, versuchte Guyer-Zeller 1885 in der Funktion eines Revisors bei der NOB diese dazu zu bewegen, die Strecke Hinwil–Bäretswil–Bauma zu bauen. Die NOB lehnte aber das Begehren ab und setzte stattdessen die finanziellen Mittel für die von Guyer-Zeller nicht gutgeheissene Übernahme der konkursiten Effretikon–Wetzikon–Hinwil-Bahn ein. Ihm wurde vorgeworfen, seine Funktion als Revisor in der NOB für seine eigenen Interessen missbraucht zu haben mit dem Ziel, einen Bahnanschluss für seine Spinnerei in Neuthal zu schaffen (Anschluss in Bauma an die Tösstalbahn und in Hinwil an die letztlich von der NOB gerettete Bahn nach Effretikon).

#### Schmalspurbahnen
Im Jahre 1890 schlug der Seidenfabrikant Ferdinand Hotz eine Schmalspurbahn Wetzikon–Bäretswil–Bauma vor, der 1891 eine Konzession erteilt wurde. Sie verhinderte vorläufig, dass Guyer-Zeller erneut eine Konzession – diesmal für die Strecke von Hinwil nach Bauma –  erhielt. Weiter wurde im Juni 1893 einer Strassenbahn Wetzikon–Stäfa eine Konzession erteilt.

### Konzessions-Gesuch eines neuen Initiativkomitees

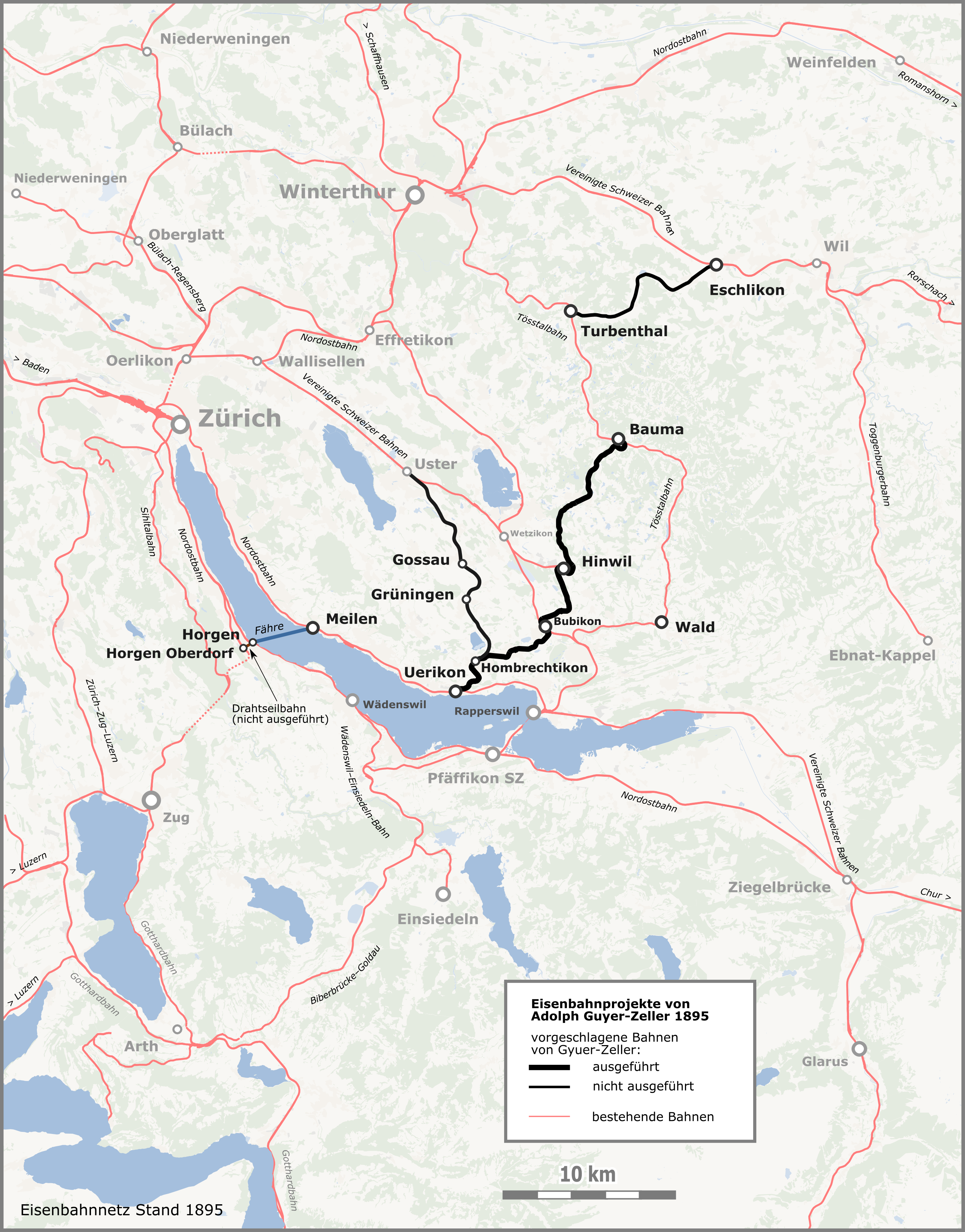
Adolf Guyer-Zellers Eisenbahnprojekte von 1895

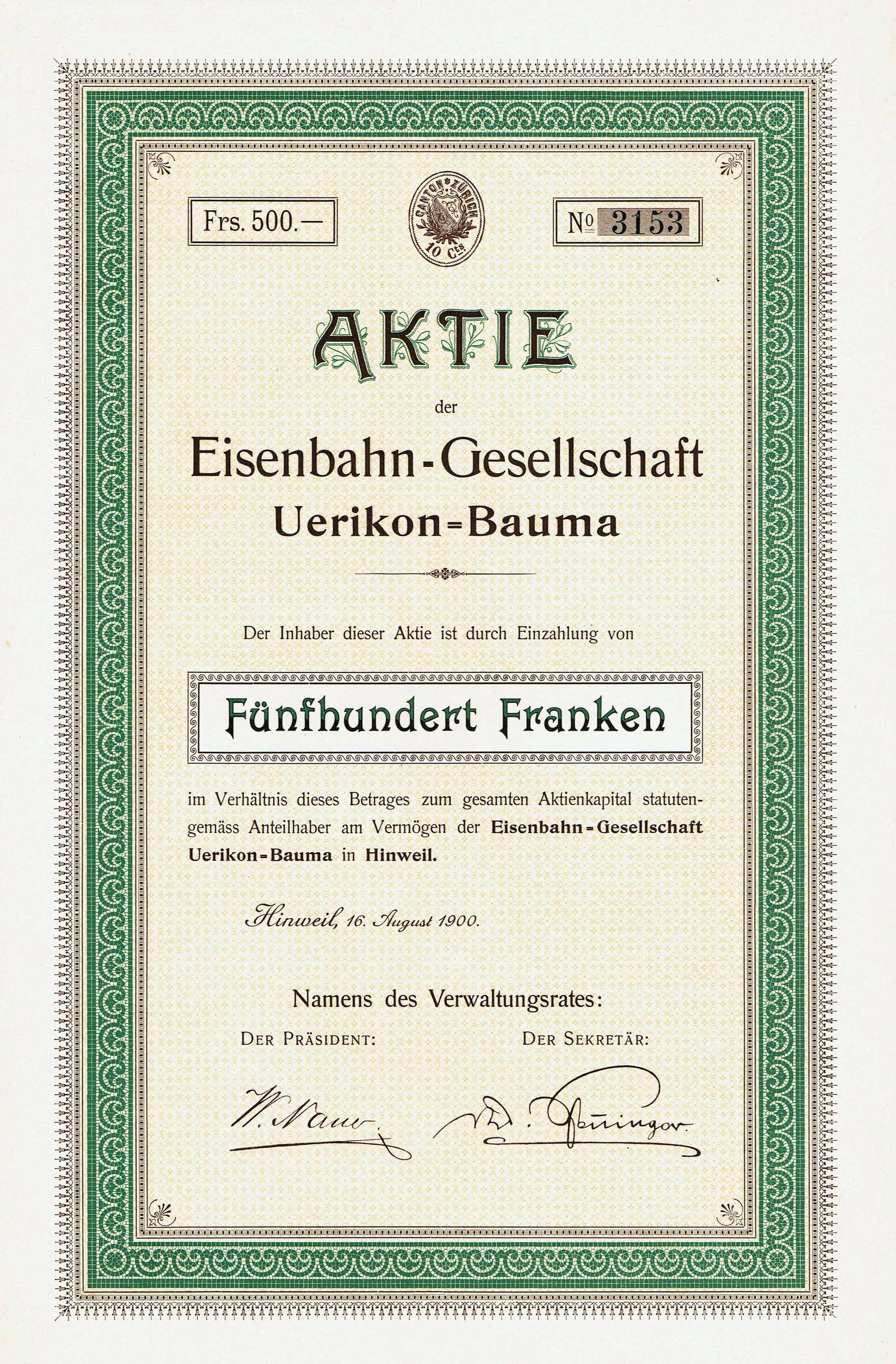
Aktie über 500 Franken der Eisenbahn-Gesellschaft Uerikon-Bauma vom 16. August 1900

Am 4. Februar 1895 wurde von einem Initiativkomitee ohne Beteiligung von Guyer-Zeller wieder ein Gesuch um eine Konzession für eine normalspurige Bahnstrecke, diesmal bereits ab Uerikon nach Bauma, eingereicht, womit eine Verbindung der Tösstalbahn mit der Bahnstrecke Effretikon–Hinwil, der Glattthalbahn und der rechtsufrigen Zürichseebahn erreicht werden sollte. Über die rechtsufrige Zürichseebahn würden die Reisenden Meilen erreichen und könnten dann mit einer Fähre über den Zürichsee nach Horgen gelangen und mit einer Standseilbahn die Station Horgen Oberdorf an der Bahnstrecke Thalwil–Zug erreichen. Auch diese Strecke hätte durch einen Ast von Turbenthal an der Tösstalbahn nach Eschlikon und mit einer Zubringerstrecke Uster–Gossau–Grüningen–Hombrechtikon ergänzt werden sollen.

## Konzessions-Gesuch eines neuen Initiativkomitees

### Bau
Am 4. August 1898 wurde die Eisenbahn-Gesellschaft Uerikon-Bauma mit zwei Millionen Schweizer Franken Aktienkapital gegründet. Für den Bahnbau musste eine weitere Million über Anleihen aufgebracht werden. Bevor der Bahnbau am 5. Juni 1899 begann, verstarb am 3. April Adolph Guyer-Zeller an einem Herzleiden. Am Donnerstag, 30. Mai 1901 erfolgte die feierliche Einweihung der UeBB,  im Volksmund Überbeibahn genannt.

### Betrieb

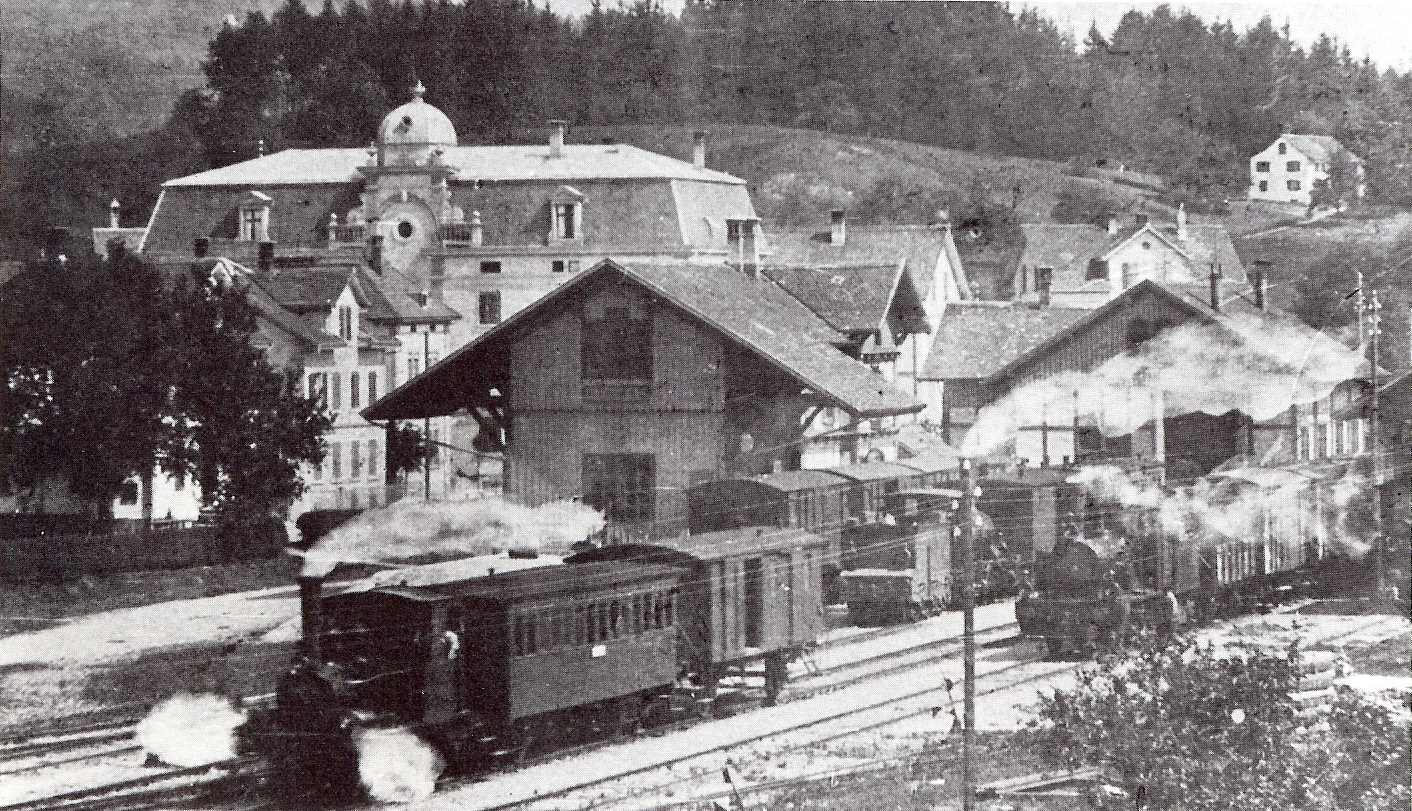
Bahnhof Hinwil 1902 mit Zügen der NOB und UeBB

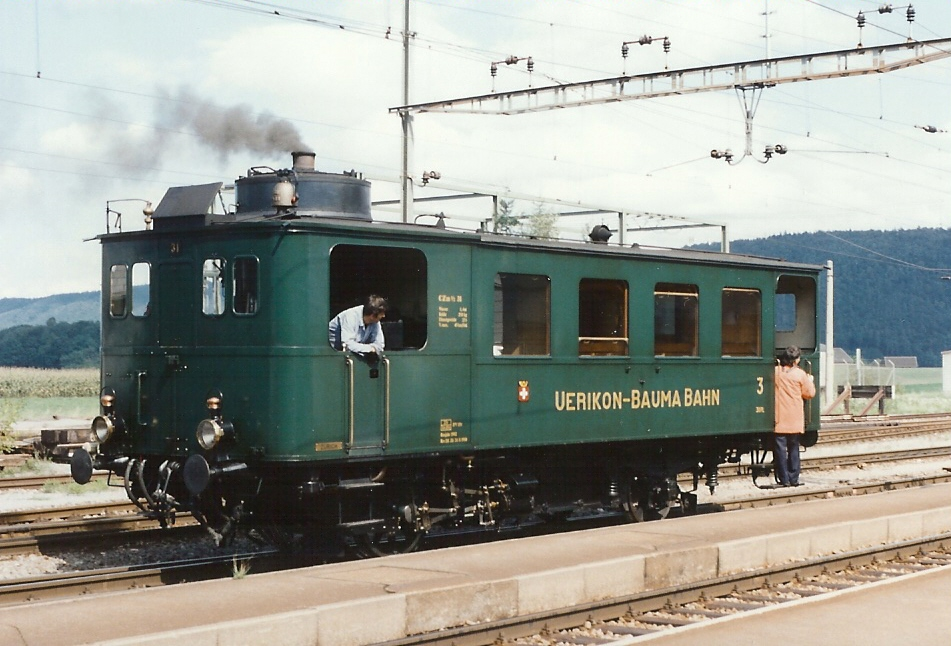
Dampftriebwagen CZm 1/2

Die 25,3 km lange Linie führte von Uerikon am Zürichsee hinauf nach Hombrechtikon, Wolfhausen, Bubikon, Dürnten, Hinwil, Ettenhausen-Emmetschloo, Bäretswil und Neuthal nach Bauma an der Tösstalbahn (TB). Täglich verkehrten nur fünf Züge in jeder Richtung, betrieben von der TB. Der Betrieb begann mit zwei Dampflokomotiven, vier Personen-, zwei Gepäck- und 19 Güterwagen. Doch schon in den ersten Betriebsjahren entsprachen die Einnahmen nicht den Erwartungen, weil der Schienenstrang der UeBB nicht dem Hauptverkehrsfluss im Zürcher Oberland folgte, ausserdem unterbrachen häufig Erdrutsche den Betrieb. Bereits 1903 stellte ein Ingenieur der Maschinenfabrik Oerlikon Überlegungen an, ob der Betrieb mit Akkumulatorlokomotiven nicht kostengünstiger gestaltet werden könnte. Aus Spargründen führte die Bahngesellschaft ab 1. Januar 1905 den Betrieb selbst. 1907 wurde von den Schweizerischen Bundesbahnen (SBB) ein von der NOB als Einzelgänger beschaffter Dampftriebwagen übernommen und als CZm 1/2 31 eingestellt. Bis 1948 gab es immer wieder grosse Defizite, so dass das Ende der UeBB nahte.

### Einstellung
In einer Volksabstimmung im Kanton Zürich wurde 1946 der Reorganisation der drei Bahnen Uerikon–Bauma-Bahn, der Uster-Oetwil-Bahn und der Wetzikon-Meilen-Bahn zugestimmt, und die ausgefallenen Verkehrsverbindungen sollten durch Autobusse der Verkehrsbetriebe Zürcher Oberland (VZO) ersetzt werden. Der Abschnitt Hinwil–Bäretswil–Bauma wurde als letzte Privatbahn verstaatlicht und ging nach deren Elektrifizierung, bezahlt durch die UeBB, an die SBB über. Am 9. Oktober 1947 erfolgte die Eröffnung der umgebauten Linie, und die Personenzüge der SBB verkehrten bis 1969. Dann mussten auch sie dem Busbetrieb weichen. Die UeBB erhielt ihren Betrieb noch bis zum 2. Oktober 1948 aufrecht, da sich die Ablieferung der Autobusse verzögerte. Bald darauf wurden die Schienen auf der Strecke Uerikon–Hombrechtikon und Hinwil–Dürnten abgebrochen. Das Wagenmaterial wurde an verschiedene Eisenbahngesellschaften verkauft.

### Überreste

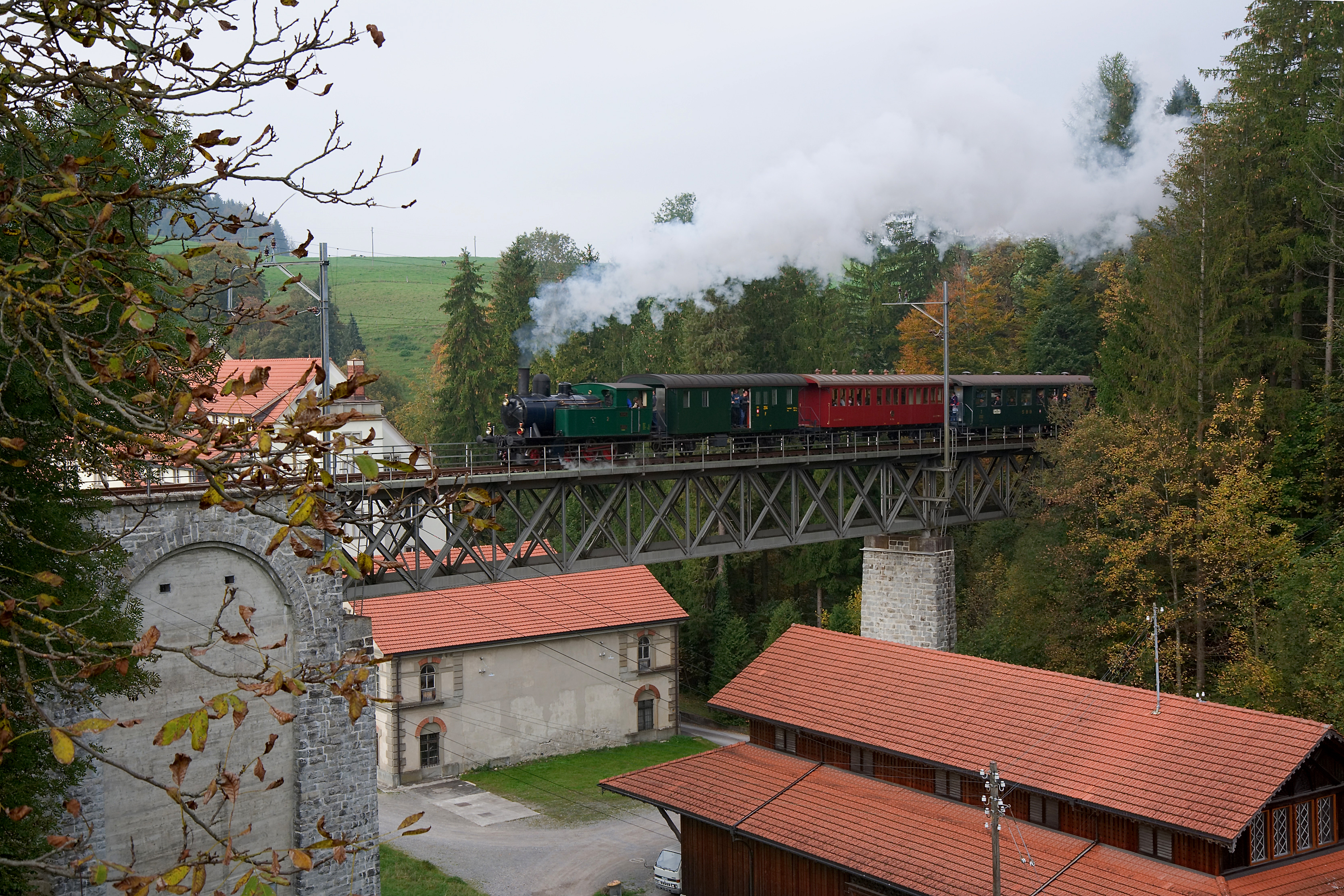
Die Ed 3/4 «Hinwil» auf der Weissenbachbrücke in Neuthal

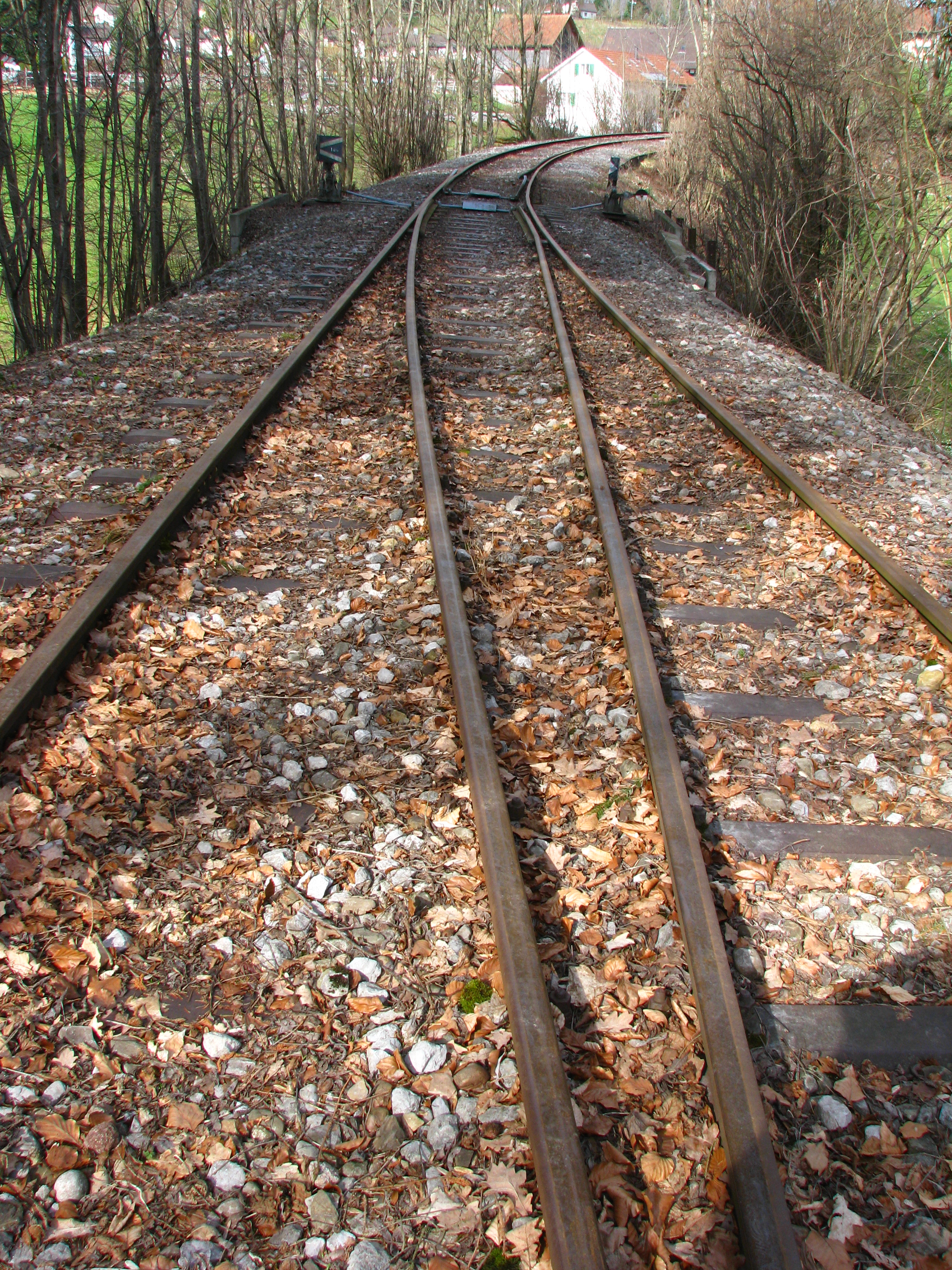
Das Industriegleis Wolfhausen–Bubikon

Heute steht von der einst hoffnungsvoll eröffneten Eisenbahnlinie ausser dem oberen Streckenabschnitt Hinwil–Bauma nur noch das Industriegleis Wolfhausen–Bubikon. Vom Abschnitt Uerikon–Hombrechtikon–Wolfhausen lassen sich an einigen Orten Überreste der alten Strecke ausmachen: ein Bahndamm um den Brunegg-Hügel zwischen Uerikon und Hombrechtikon, weitere Bahndämme durch ein Moor oberhalb von Uerikon und in Dürnten Richtung Edikon. In Hombrechtikon und Dürnten stehen noch die Bahnhofsgebäude ohne Gleise.
Seit 1978 befährt die Museumsbahn Dampfbahn-Verein Zürcher Oberland (DVZO) an den Wochenenden in den Sommermonaten diese Strecke von Hinwil nach Bauma.
Der DVZO ist inzwischen ein konzessioniertes Bahnunternehmen geworden und Besitzer der ganzen Infrastruktur von ausserhalb des Bahnhofes Bauma bis und mit Station Bäretswil. In Neuthal besteht eine Dienststelle des DVZO in Form des Schrankenpostens 98a. Dies ist heute der letzte Schrankenposten mit handbedienter Schranke in der Schweiz. An der Hauptstrasse Bauma–Bäretswil im Bussenthal funktioniert heute eine per Funk angesteuerte elektrische Schrankenanlage.
Im Winter wurden bis in die 1990er Jahre oberhalb der Station Bäretswil die nicht benötigten Flachwagen des Circus Knie abgestellt, der in Rapperswil sein Winterquartier hat.
Auf Wunsch finden im Winterhalbjahr Sonderfahrten auf der Strecke Hinwil–Bauma statt.
2017 wurden die Dampfbahn-Strecke Bauma–Bäretswil und das Industrieensemble Neuthal zum Zentrum der szenografischen Reise «Spinnen im Neuthal». Mit der Dampfbahn gelangten die Zuschauer vom Start in Bauma nach Bäretswil und ins Neuthal, um dort zu Fuss im Fabrikreal und in einzelnen Innenräumen szenografische Inszenierungen zu erleben. Die schauspielerisch, tänzerisch, musikalisch und erzählerisch, mit Ton- und Bildgebung in der Landschaft und in Fabrikräumen unterstützten Szenen gaben dem gruppenweise geführten Publikum Einblicke in die Zeit der Industrialisierung. In der Dampfbahn und auf der Bäretswiler Bahnhofsrampe stand die Figur Adolf Guyer-Zellers im Mittelpunkt, von Schauspielern dargestellt, die auch seine visionären Projekte und Ideen vor Projektionen an der Wand des Bahnhofschuppens inszenierten. In der Geburtsvilla des Fabrikanten, Financiers, Eisenbahnbarons und Politikers wurde in Zusammenarbeit mit ortsansässigen Laien und professionellen Performern der Beginn von Sozialismus und Arbeiterbewegung dargestellt. Geleitet wurde das Projekt von Elisabeth Wegmann und Melanie Mock, die das Führungsduo «Szenografische Projekte T_Raumfahrt» bilden.